# Ortodòncia

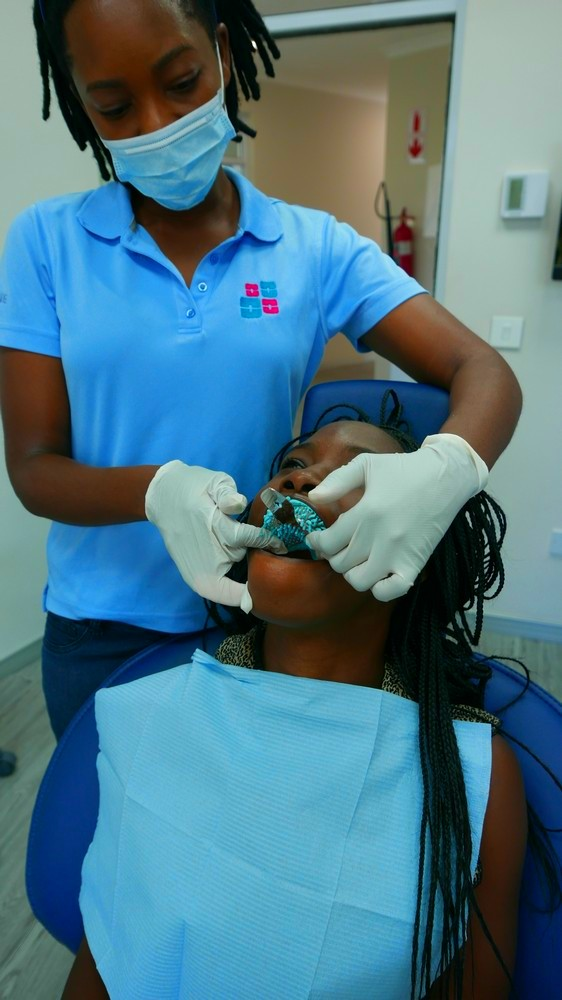
Ortodòncia (Zambia)

Ortodòncia és la branca de l'odontologia que tracta de la prevenció i del tractament de les irregularitats en la posició de les dents i dels maxil·lars. És una especialitat amb entitat pròpia dins de l'odontologia i requereix una formació de postgrau.